# アバテレ
アバテレ（Avatele）(以前は Oneonepata, Matavaihalaとして知られていた)はニウエの南西の海岸にある村。アヴァテレとも。人口は2007年の時点でおおよそ200人が住んでいる。

## 地理
村の主な海岸沿いの小道であるアバテレビーチはアバテレ湾の海岸に沿って伸びており、島で最も大きく、知名度の高いビーチである。砂は大部分が荒いものの、住民にとっても観光客にとっても重要な水泳とピクニックの場所である。アロフィのニウエ国際空港とサー・ロバート・レックス埠頭(Sir Robert Rex Wharf)が建設される前は、アバテレビーチは島を訪れる多くの人の主要な上陸地点だった。

## 歴史
アバテレに加えて、ニウエのen:Mutalau、トゥアパ、アロフィ、ハクプは、サモア、トンガ、プカプカ島からのポリネシアの航海者が1300年よりも前に定住した後の、最初の主な村である。
アバテレビーチは1774年、ジェームズ・クックが島を"Savage Island"と名付ける前、三回目と最後に、上陸を試みた地点でもある。それ以来、ここは上陸と公式な歓迎の場所であり、Rev. George Lawesと彼の弟であるDr. Frank Lawesのような宣教師や、かつてのポール・リーブスのようなニウエとニュージーランドの総督など、多くの立て役者が太平洋と世界を超えてやってきた。
座標: 南緯19度06分 西経169度55分 / 南緯19.100度 西経169.917度